# Mordene i Malexander
Mordene i Malexander blev begået den 28. maj 1999 og var det års mest omtalte forbrydelse i Sverige.
Under jagten på bankrøverne Tony Olsson, Andreas Axelsson og Jackie Arklöv blev politibetjentene Olov Borén (42) og Robert Karlström (30) myrdet med deres egne tjenestevåben.
De to betjente var fulgt efter de tre, som havde røvet Östgöta Enskilda Bank i Kisa og prøvede forgæves at standse dem i Malexander.